# 20 groszy wzór 1957
20 groszy wzór 1957 – moneta dwudziestogroszowa, wprowadzona do obiegu 27 czerwca 1957 r. zarządzeniem z 11 czerwca 1957 r. (M.P. z 1957 r. nr 51, poz. 324), zmieniającym nazwę państwa umieszczaną na monecie na Polska Rzeczpospolita Ludowa oraz wprowadzającym zasadę oznaczania roku bicia. Została wycofana z obiegu z dniem denominacji z 1 stycznia 1995 roku, rozporządzeniem prezesa Narodowego Banku Polskiego z dnia 18 listopada 1994 r. (M.P. z 1994 r. nr 61, poz. 541).
Dwudziestogroszówkę wzór 1957 bito do 1985 r.

## Awers
W centralnym punkcie umieszczono godło – orła bez korony, poniżej rok bicia, dookoła napis „POLSKA RZECZPOSPOLITA LUDOWA”, a od 1965 roku, na monetach bitych w Warszawie, pod łapą orła dodano znak mennicy.

## Rewers
Na tej stronie monety znajdują się cyfry „20", poniżej napis „GROSZY” wygięty w formę łuku, pod spodem, również w formie łuku, gałązka laurowa przepasana wstążką.

## Nakład
Monetę bito w alupolonie na krążku o średnicy 20 mm, masie 1 gram, z rantem gładkim, w Warszawie i Kremnicy. Projektantami byli:
- Andrej Peter (awers) oraz
- Josef Koreň i Anton Hám (rewers).

Nakłady monety w poszczególnych latach przedstawiały się następująco:
| Rocznik        | Mennica  | Znak mennicy | Nakład (sztuk) | Uwagi                                                           |
| -------------- | -------- | ------------ | -------------- | --------------------------------------------------------------- |
| 20 groszy 1957 | Warszawa |              | 3 940 243      |                                                                 |
| 20 groszy 1961 | Warszawa |              | 53 108 417     |                                                                 |
| 20 groszy 1962 | Warszawa |              | 19 140 000     |                                                                 |
| 20 groszy 1963 | Warszawa |              | 41 217 207     |                                                                 |
| 20 groszy 1965 | Warszawa | MW           | 32 022 000     |                                                                 |
| 20 groszy 1966 | Warszawa | MW           | 23 860 000     |                                                                 |
| 20 groszy 1967 | Warszawa | MW           | 29 099 000     |                                                                 |
| 20 groszy 1968 | Warszawa | MW           | 29 191 000     |                                                                 |
| 20 groszy 1969 | Warszawa | MW           | 40 227 000     |                                                                 |
| 20 groszy 1970 | Warszawa | MW           | 20 028 000     |                                                                 |
| 20 groszy 1971 | Warszawa | MW           | 20 000 000     |                                                                 |
| 20 groszy 1972 | Warszawa | MW           | 60 000 000     |                                                                 |
| 20 groszy 1973 | Warszawa | MW           | 65 000 000     |                                                                 |
| 20 groszy 1973 | Kremnica |              | 50 000 000     |                                                                 |
| 20 groszy 1975 | Warszawa | MW           | 50 000 000     |                                                                 |
| 20 groszy 1976 | Warszawa | MW           | 100 000 000    |                                                                 |
| 20 groszy 1977 | Warszawa | MW           | 80 730 000     |                                                                 |
| 20 groszy 1978 | Warszawa | MW           | 50 730 000     |                                                                 |
| 20 groszy 1979 | Warszawa | MW           | 45 252 000     | istnieją monety wybite stemplem lustrzanym1 (nakład 5000 sztuk) |
| 20 groszy 1980 | Warszawa | MW           | 30 020 000     | istnieją monety wybite stemplem lustrzanym (nakład 5000 sztuk)  |
| 20 groszy 1981 | Warszawa | MW           | 60 082 000     | istnieją monety wybite stemplem lustrzanym (nakład 5000 sztuk)  |
| 20 groszy 1983 | Warszawa | MW           | 10 041 000     |                                                                 |
| 20 groszy 1985 | Warszawa | MW           | 16 277 000     |                                                                 |

gdzie: 1 – bicia roczników stemplem lustrzanym wykonano w Mennicy Państwowej na początku lat 90. XX w. w ramach emisji zestawów rocznikowych monet PRL z lat 1979, 1980, 1981, 1982, 1986, 1987, 1988, 1989, 1990

## Opis
Moneta razem z pięćdziesięciogroszówką i złotówką z 1957 r. były pierwszymi monetami z nazwą państwa Polska Rzeczpospolita Ludowa.
Do roku 1963 na monetach bitych w Warszawie nie było znaku mennicy.
Rewers monety jest identyczny z rewersem dwudziestogroszówki z 1949 roku. To samo dotyczy średnicy obu monet. Masa jest identyczna z masą odmiany w alupolonie.
Od 1957 roku aż do dnia denominacji 1 stycznia 1995, w obiegu krążyły obok siebie dwudziestogroszówki z nazwą państwa:
- Rzeczpospolita Polska (1949) oraz
- Polska Rzeczpospolita Ludowa (1957–1985).

## Wersje próbne
Istnieją wersje tej monety należące do serii próbnych w mosiądzu (rok 1957) i niklu (rok 1963), pierwsza z wklęsłym druga wypukłym napisem „PRÓBA”, wybite w nakładzie 100 i 500 sztuk odpowiednio.